# سیارک ۱۲۲۷۸
سیارک ۱۲۲۷۸ (به انگلیسی: 12278 Kisohinoki، نامگذاری:1990WQ2) دوازده هزار و دویست و هفتاد و هشتمین سیارک کشف شده‌است که در ۲۱ نوامبر ۱۹۹۰ کشف شد.
قدر مطلق سیارک برابر ۲۵.۷ است.